# ヴォー (モゼル県)
ヴォー （Vaux）は、フランス、グラン・テスト地域圏、モゼル県のコミューン。

## 地理
ヴォーは、パリ盆地の東端にできたモゼル丘陵に位置するコミューンである。ケスタにあるこの丘陵は、19世紀後半に半ば絶えてしまうまでは、ワイン用ブドウの生産に好ましい土地だった。村はメサン地方に含まれる。村は、ロレーヌ・ロマーヌ（fr、伝統的にロマンス諸語の言語と文化を維持し続けてきたロレーヌの地域名称）の村の特徴を持つ。
コミューンは、ロレーヌ地域圏自然公園の一部である。

## 由来
Vallis (875年)、Vals (13世紀) 、Vault (1300年頃) 、Val (15世紀)、Valz (1318年)、Vaut (1321年)、Walz (1358年)、Vaulz (1375年)、Vaul (1489年)、Valt (1493)、Vaul (1594年)、Wals (ドイツ占領下にあった1915年-1918年、そして1940年-1944年)。
ヴォーはガロ＝ローマ時代にはVallisと名付けられていた。

## 歴史

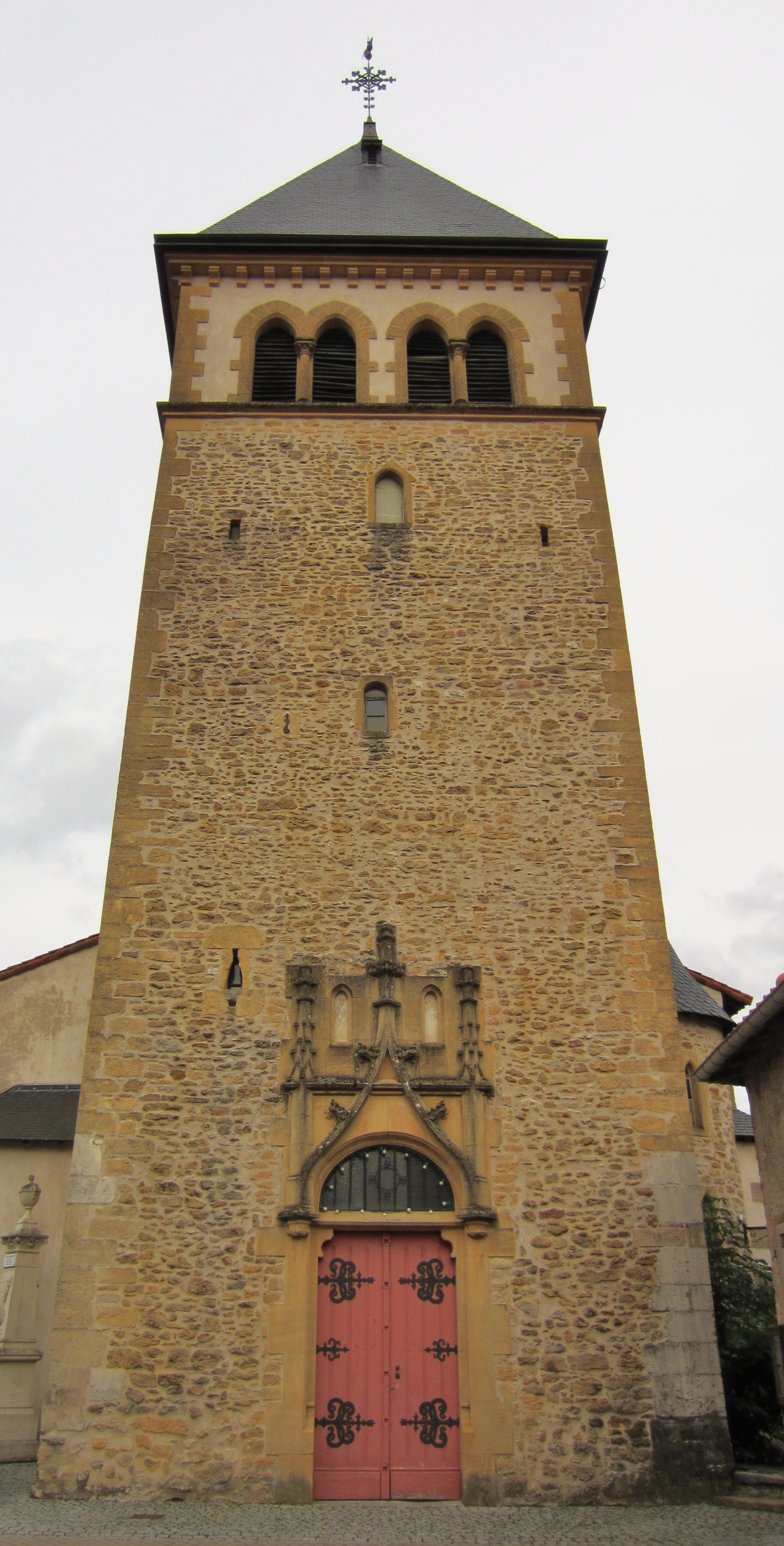
サン・レミ教会

11世紀、村にはメサン地方の修道院である、メスのサン・サンフォリアン修道院とサント・グロサンド修道院の所有物があった。村は外からの攻撃に備え要塞化されていた。古くから村を取り囲んでいた壁には、ヌエ門やシャンペ門といった5か所の門があった。
1444年、この地は1200人のエコルシュール（fr、シャルル7世時代に各地を放浪し荒らした雇い主のない元傭兵）たちがメスを一掃し住民を追い出そうとした戦いの舞台となった。ヴォーのサン・レミ教会は1325年、1429年、1434年、1448年に襲撃され荒廃した。教会は避難所と砦の役割を担ったのである。ゴシック様式で要塞化された教会は13世紀の角形の塔を持ち、クワイヤと身廊は15世紀に、通路は1878年に付け足された。

## 経済
ヴォーで生産されるワインは、モゼルワイン（fr）としてAOC認定を受けている。

## 人口統計
| 1962年 | 1968年 | 1975年 | 1982年 | 1990年 | 1999年 | 2005年 | 2015年 |
| ------ | ------ | ------ | ------ | ------ | ------ | ------ | ------ |
| 551    | 594    | 667    | 763    | 784    | 853    | 872    | 818    |

参照元:1962年から1999年までは複数コミューンに住所登録をする者の重複分を除いたもの。それ以降は当該コミューンの人口統計によるもの。1999年までEHESS/Cassini、2006年以降INSEE。